# Neumühle (Neuhausen/Spree)
Neumühle war eine Ortschaft in der Gemarkung von Klein Döbbern, einem heutigen Ortsteil der Gemeinde Neuhausen/Spree im Landkreis Spree-Neiße in Brandenburg. Sie wurde im Jahr 1958 durch die Talsperre Spremberg überstaut.

## Lage
Neumühle lag in der Niederlausitz in der Bühlower Heide, rund zwölf Kilometer Luftlinie südlich der Stadt Cottbus. Umliegende Ortschaften waren Roschitz im Norden, Bräsinchen im Nordosten, Bagenz im Südosten, Sellessen und Bühlow im Süden, Schäferberg im Westen und Groß Oßnig im Nordwesten. Neumühle lag direkt an der Spree auf einer Höhe von 87 m ü. NHN, südwestlich der Ortschaft befand sich der Kurauer Berg mit einer Höhe von 112 m ü. NHN.

## Geschichte
Die Siedlung wurde mit der Bezeichnung Neue Mühle bereits im Schmettauschen Kartenwerk von 1767/87 erwähnt. Neumühle gehörte damals als Wassermühle zum Gut Groß Döbbern und war somit Teil der Herrschaft Cottbus, die eine Exklave der Mark Brandenburg war. Durch den Tilsiter Frieden von 1807 kam Neumühle zum Königreich Sachsen. Dort blieb der Ort jedoch nur acht Jahre, bevor die Niederlausitz nach der auf dem Wiener Kongress beschlossenen Teilung des Königreiches Sachsen wieder dem Königreich Preußen und dort der Provinz Brandenburg zugeordnet wurde.
Bei der Gebietsreform im Jahr 1816 wurde die Landgemeinde Groß Döbbern mit der Siedlung Neumühle dem Kreis Cottbus im Regierungsbezirk Frankfurt zugeordnet. Anfang der 1840er Jahre lebten in der Einzelsiedlung 14 Einwohner, kirchlich gehörte Neumühle zu Klein Döbbern. Im Jahr 1864 gehörten zu der Ortschaft die Wassermühle und eine Wollspinnerei, in den drei Wohnhäusern von Neumühle lebten 20 Einwohner. Bei der Volkszählung vom 1. Dezember 1871 wird bei der Neumühle nur das Mühlengebäude mit seinen 14 Einwohnern dem Ort zugerechnet.
Nach dem Ende des Zweiten Weltkrieges wurde die Neumühle Teil der Sowjetischen Besatzungszone und kam dort 1947 zum Land Brandenburg. Ab 1949 gehörte die Neumühle zur DDR. Bei der Kreisreform im Juli 1952 wurde die Gemeinde Groß Döbbern mit der Ortschaft Neumühle dem Kreis Cottbus (ab 1954 Kreis Cottbus-Land) im Bezirk Cottbus zugeordnet. Nach dem Bau der Talsperre Spremberg wurde Neumühle im Jahr 1958 geräumt und anschließend überstaut. Seit dem 19. September 2004 liegt die ehemalige Ortslage im Gebiet der Gemeinde Neuhausen/Spree.